# Gabriela Masłowska
Gabriela Masłowska z domu Szczuka (ur. 27 czerwca 1950 w Batorzu) – polska polityk, ekonomistka, nauczycielka akademicka, posłanka na Sejm IV, V, VI, VII, VIII i IX kadencji, członek Rady Polityki Pieniężnej w kadencji 2022–2028.

## Życiorys
W 1974 ukończyła studia na Wydziale Ekonomicznym Uniwersytetu Marii Curie-Skłodowskiej w Lublinie. W 1982 uzyskała na tej uczelni stopień doktora nauk ekonomicznych na podstawie pracy pt. Skala produkcji a efektywność gospodarowania w indywidualnych gospodarstwach specjalistycznych. Początkowo zawodowo związana z Instytutem Rozwoju Wsi i Rolnictwa Polskiej Akademii Nauk. Później do 1978 była asystentem na UMCS, następnie została nauczycielką akademicką na Akademii Rolniczej w Lublinie. Jako wykładowczyni związana także z Wyższą Szkołą Kultury Społecznej i Medialnej w Toruniu.
W 1997 została wiceprzewodniczącą Ogólnopolskiego Forum Stowarzyszeń Uwłaszczeniowych, a w 1998 objęła funkcję prezesa Obywatelskiego Stowarzyszenia Uwłaszczeniowego w Lublinie. Została też publicystką Radia Maryja. W wyborach samorządowych w 1998 bezskutecznie ubiegała się o mandat radnej sejmiku lubelskiego z listy Stowarzyszenia Uwłaszczeniowego. W latach 2001–2007 była posłanką IV i V kadencji, mandat uzyskiwała z listy Ligi Polskich Rodzin (otrzymała kolejno: 12 243 i 11 977 głosów). W kwietniu 2006 została wykluczona z LPR. Zasiadała w Narodowym Kole Parlamentarnym. 22 września 2006 przystąpiła do powstałego wówczas klubu parlamentarnego Ruchu Ludowo-Narodowego. 18 grudnia 2006 wstąpiła do koła Ruch Ludowo-Chrześcijański. W 2007 była wiceprezesem partii Ruch Ludowo-Narodowy.
W wyborach parlamentarnych w 2007 po raz trzeci uzyskała mandat poselski. Kandydując z listy Prawa i Sprawiedliwości (jako przedstawicielka RLN) w okręgu lubelskim, otrzymała 18 743 głosy. W 2011 wstąpiła do PiS. W wyborach parlamentarnych w tym samym roku ponownie uzyskała reelekcję z listy tej partii, otrzymując 17 777 głosów. W 2015 również została wybrana do Sejmu (dostała 23 287 głosów). Mandat poselski utrzymała także w wyborach w 2019 (poparło ją wówczas 14 446 osób).
W 2022 dwukrotnie zgłaszana przez posłów PiS do Rady Polityki Pieniężnej. Za pierwszym razem w lutym tegoż roku zrezygnowała z kandydowania. Za drugim razem w październiku 2022 została wybrana przez Sejm do tego gremium na sześcioletnią kadencję; w konsekwencji wygasł jej mandat poselski.

## Publikacje
- Makroekonomia gospodarki rynkowej, Lublin 1996.
- Rozpoznanie nisz gospodarczych i przestrzennych jako element polityki regionalnej na przykładzie województwa lubelskiego, Lublin 1999.

## Życie prywatne
Jest mężatką, ma dwoje dzieci.